# Брокенски призрак
Брокенският призрак (на немски: Brockengespenst – счупен призрак) е рядък оптичен феномен, който се получава, когато наблюдателят хвърли голяма сянка върху гъста мъгла или облаци.

## Същност
Брокенският призрак е атмосферно оптично явление, при което сянката на наблюдателя пада върху повърхността на облаци (мъгла) в посока, обратна на Слънцето. Светлината проектира сянката на наблюдателя през мъглата, често в триъгълна форма поради перспективата.
Тази сянка може да изглежда много голяма и понякога е заобиколена от цветни пръстени (наречени глория). Те се появяват точно срещу Слънцето, когато слънчевата светлина се отразява от облаци, съставени от водни капки с еднакъв размер поради пречупване на светлината, и по същество са вид дъга. Призракът може да се движи поради движението на облачния слой и колебанията на плътността в облака.

## Галерия
- Слънчева глория, Брокенски призрак и Северната кула на моста Голдън Гейт през 2007 г.
- Брокенски призрак с глория около турист в украинските Карпати през 2021 г. Сн. Михайло Пецкович
- Брокенски призрак, видян от самолет Caravelle някъде над Франция през 1968 г.
- Брокенски призрак през 2013 г.